# Bajta
Bajta (szlovákul Bajtava) község  Szlovákiában, a Nyitrai kerület Érsekújvári járásában.

## Fekvése
Párkánytól 7 km-re északkeletre, a Kovácspataki-hegyek nyugati oldalán, a hegyekkel azonos nevű (szk.: Burda) természetvédelmi terület szélén található. Dombos vidéken, egy völgykatlanban fekszik.
Északról Ipolyszalka, keletről Leléd, délkeletről rövid szakaszon Helemba, délről és délnyugatról pedig Garamkövesd községekkel határos.

## Története
1261-ben villa Boyta néven említi először oklevél. Területén már a kőkorszakban éltek emberek. Az esztergomi érsekség faluja volt. 1311-ben Csák Máté serege pusztította el. 1594-ben az Esztergomot ostromló német katonaság dúlta fel a falut, lakóit szinte teljesen kiirtották. A 17. század végén a török elleni harcokban teljesen elpusztult, a magyar lakosság helyére később  szlovákokat telepítettek, akik később elmagyarosodtak. 1725-ben 17 jobbágy és 8 zsellércsalád lakott a községben. 1822-ben még szlovák nyelvű községként említik, de 1890-re 562 lakosából már csak hét szlovák volt. 1848-tól az esztergomi káptalan bírta a falut. Lakói főként mezőgazdasággal és szőlőtermesztéssel foglalkoztak. 1852-ben 349-en lakták.
Vályi András szerint "BAJTA. Tót falu Hont Vármegyébén, földes Ura az Esztergomi Érsekség, lakosai katolikusok, fekszik a’ Báti járásban. Határja termékeny, legelője elég, fája tűzre, és épűletre, szőlő hegyei jó borokat teremnek, jeles vagyonnyaihoz képest, első Osztálybéli."
Fényes Elek szerint "Bajtha, magyar falu, Honth vármegyében, Esztergomhoz 1 mfd., 400 kath. lak. Kath. paroch. templom. Földjei soványak, de bora hires; erdeje szép. F. u. a primás."
A trianoni békeszerződésig Hont vármegye Szobi járásához tartozott. 1938 és 1944 között – az első bécsi döntés következtében – ismét magyar fennhatóság alá került.

## Népessége
| Év:            | 1994. | 2004.   | 2014.   | 2024.   |
| -------------- | ----- | ------- | ------- | ------- |
| Emberek száma: | 428   | 388     | 405     | 384     |
| Eltérés:       |       | -9,34 % | +4,38 % | -5,18 % |

| Év:            | 2023. | 2024.   |
| -------------- | ----- | ------- |
| Emberek száma: | 388   | 384     |
| Eltérés:       |       | -1,03 % |

1910-ben 583 lakosa mind magyar anyanyelvű volt.
2001-ben 401 lakosából 366 magyar és 24 szlovák nemzetiségű volt.
2011-ben 403 lakosából 336 magyar és 36 szlovák nemzetiségű volt.
2021-ben 392 lakosából 310 (+7) magyar, 46 (+11) szlovák, 1 (+3) cigány, 1 egyéb és 34 ismeretlen nemzetiségű volt.

## Neves személyek
- Itt született 1885-ben Drozdy Győző tanító, újságíró, országgyűlési képviselő.
- Itt szolgált Vörös József (1761-1836) római katolikus plébános, alesperes, Komárom vármegye és az érseki szék táblabírája.
- Itt szolgált Farkas Jenő (1922-1979) római katolikus pap, költő, műfordító.

## Nevezetességei
- Szűz Mária tiszteletére szentelt római katolikus temploma a 18. század második felében épült. 1872-ben neoklasszicista stílusban építették át.
- A templom bejáratánál álló keresztet 1787-ben állították.
- A faluközpontban álló emlékkopjafát 2001-ben állították.
- A falu nyugati szélén kőkereszt, a központban pedig öntöttvas feszület található.

## Képek

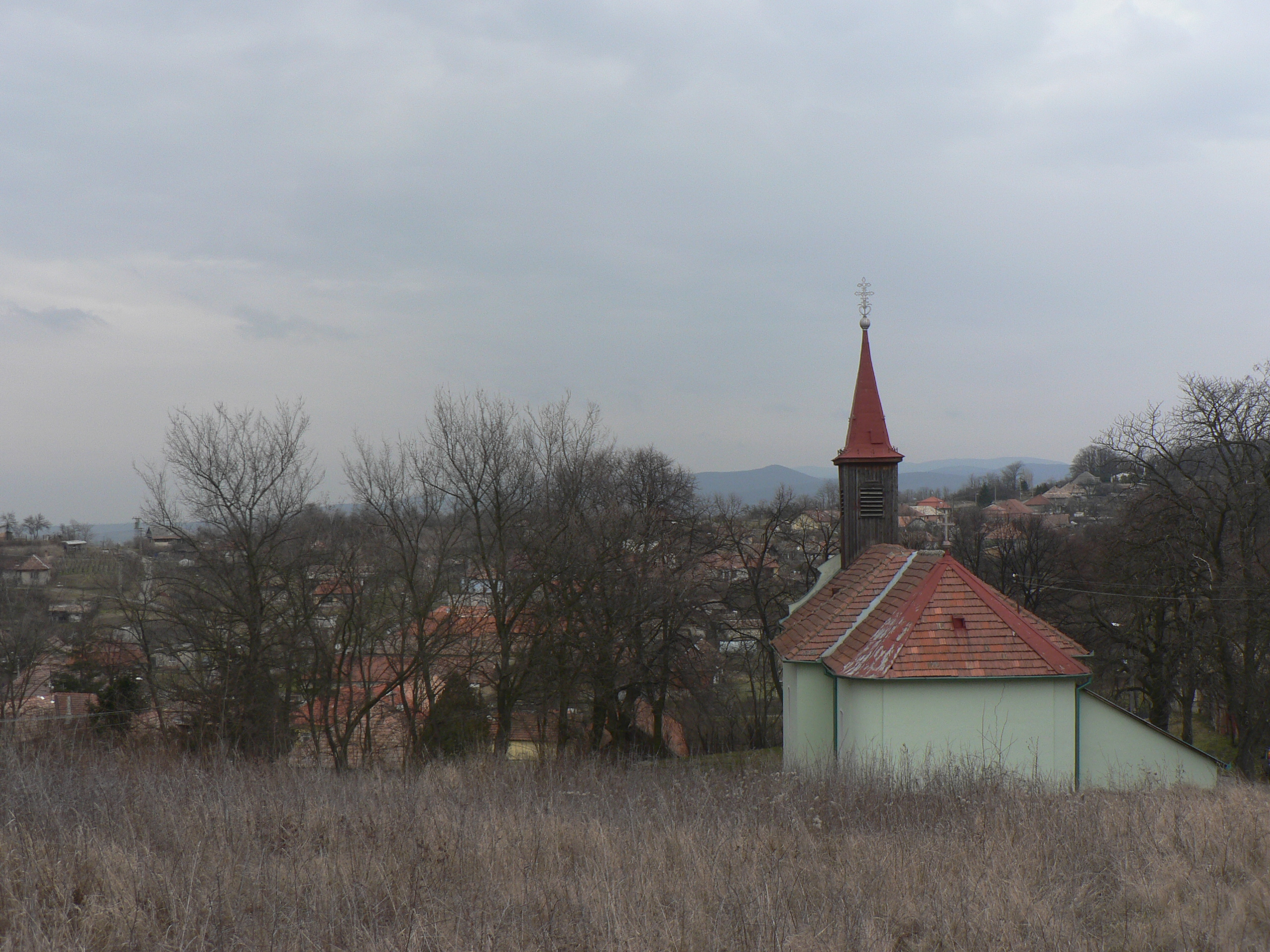
Bajta látképe a templomdombról
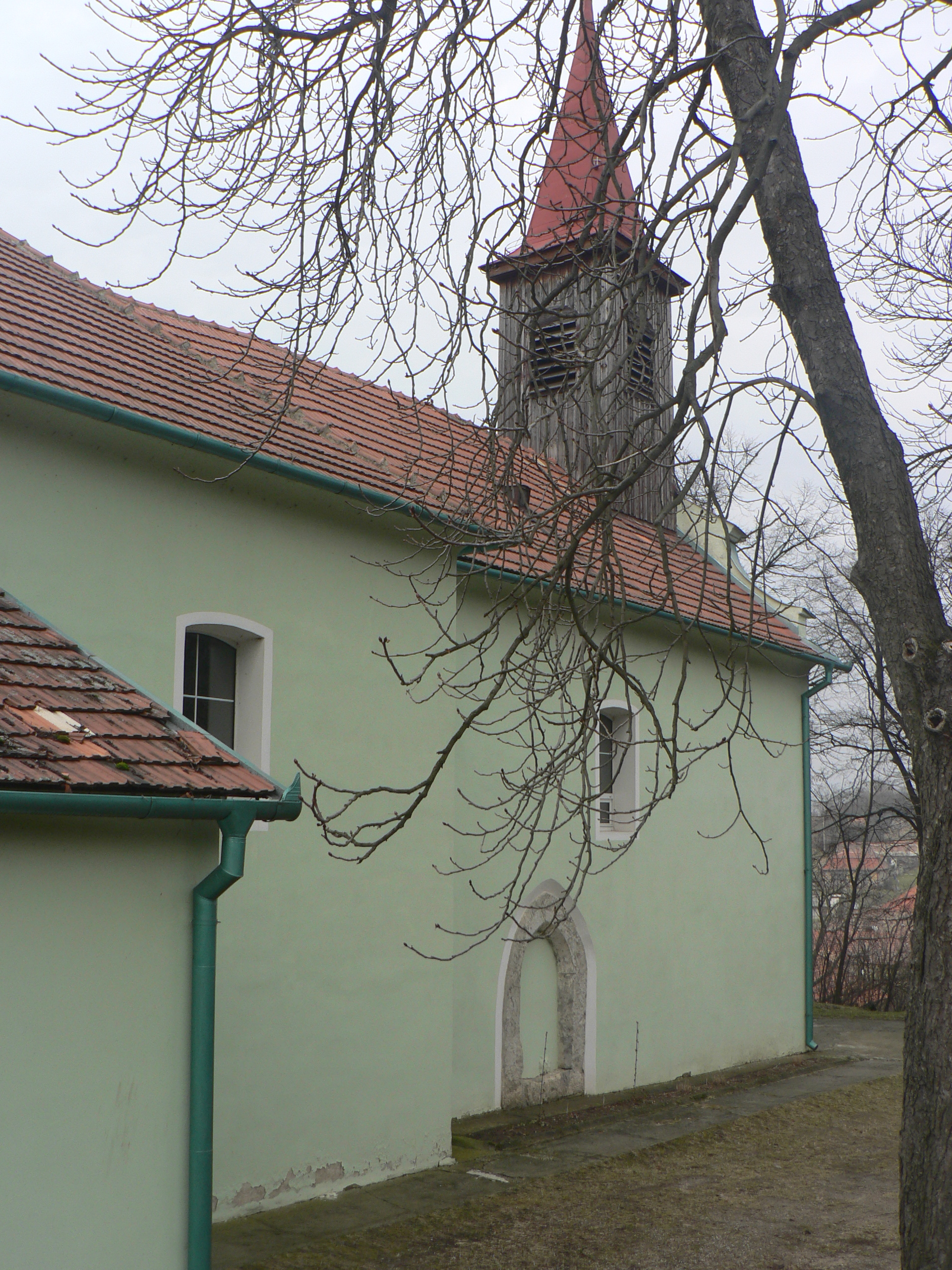
Bajta katolikus temploma
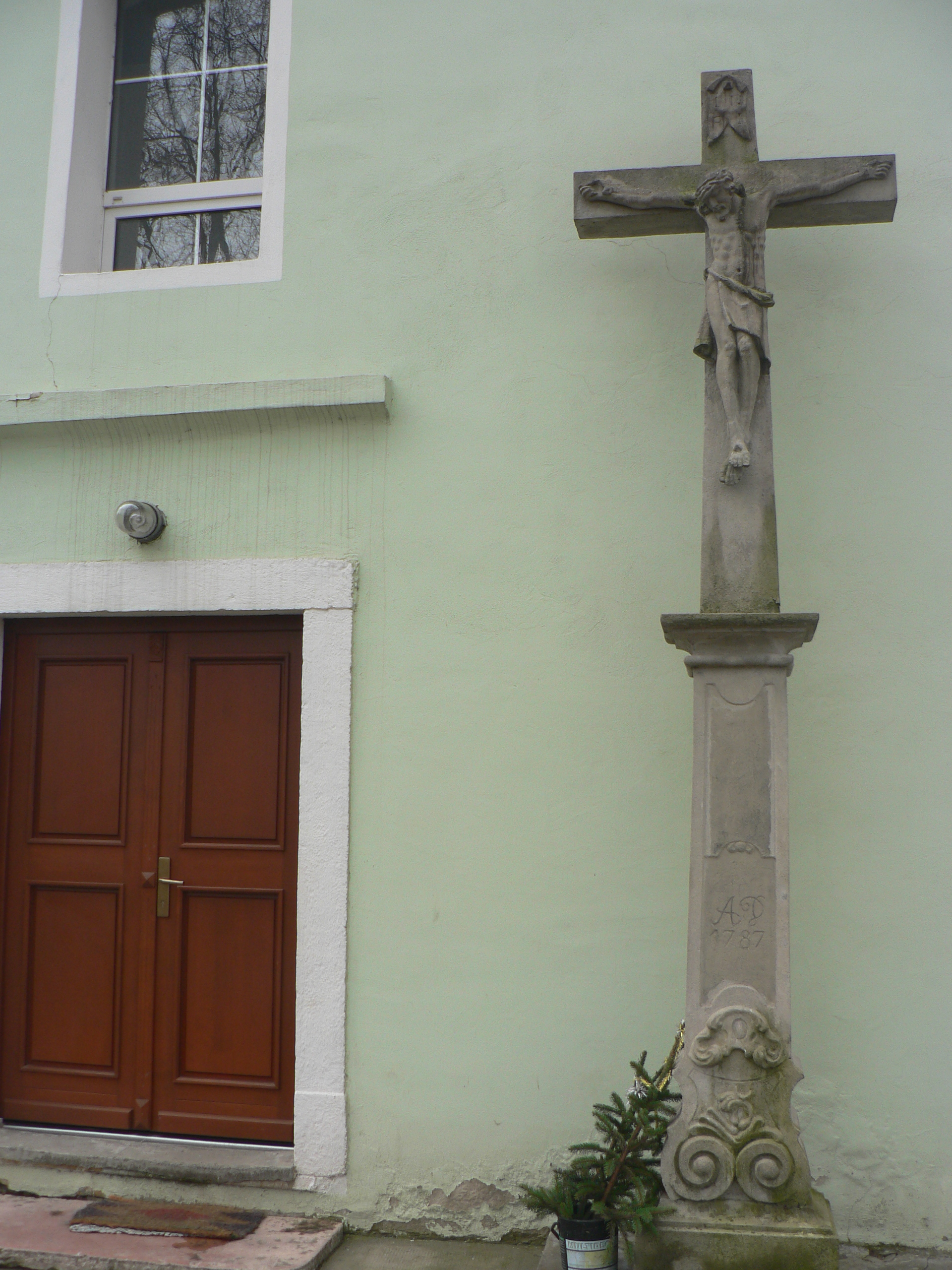
Krisztus keresztje 1787-ből a templom bejáratánál
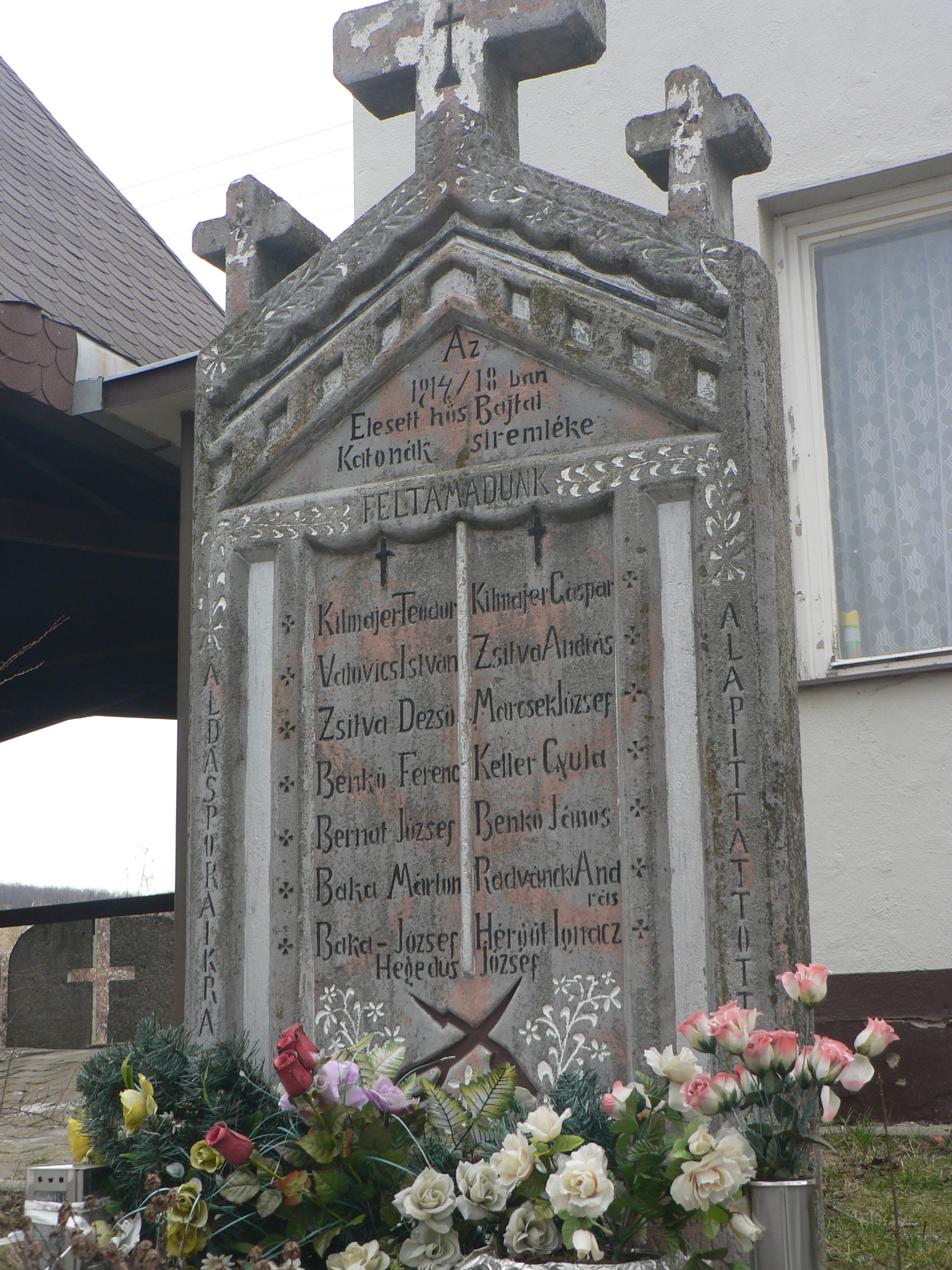
Az első világháborúban elesett hős bajtai katonák emlékműve
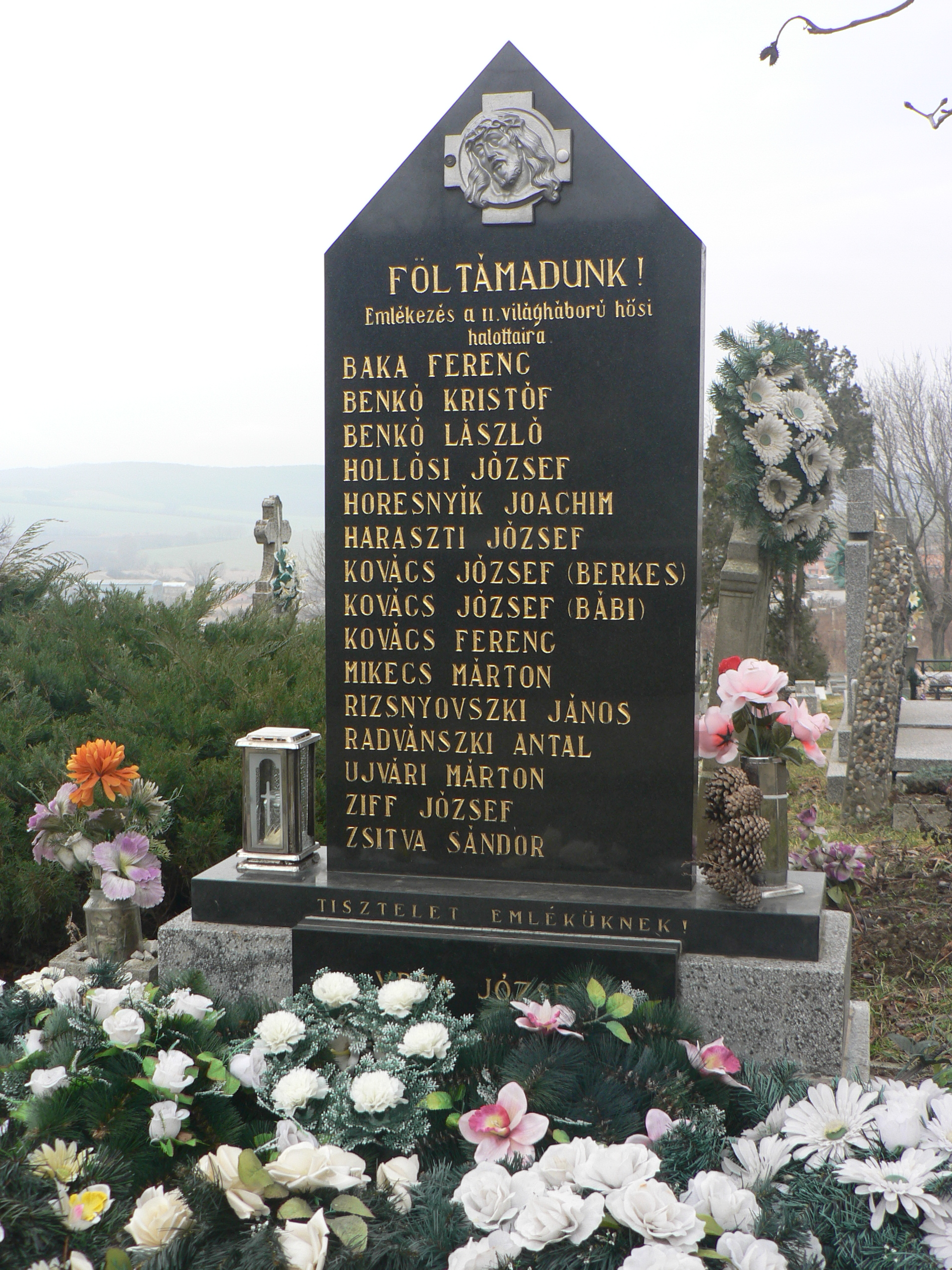
Bajta második világháborús hősi halottai
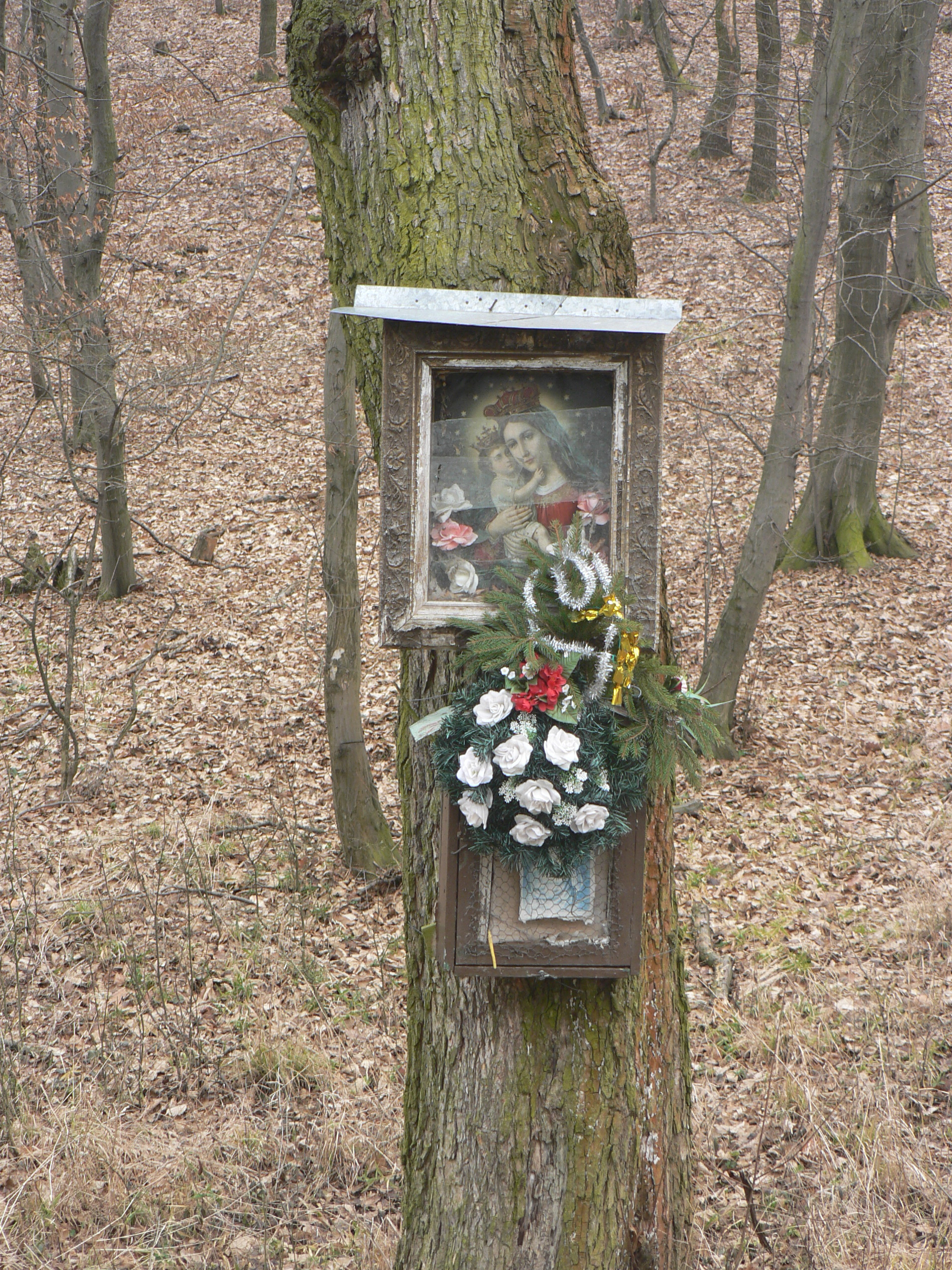
Máriát és a gyermek Jézust ábrázoló szentkép a Bajtáról Lelédre vezető úton, a Kovácspataki-hegyek északi szélén
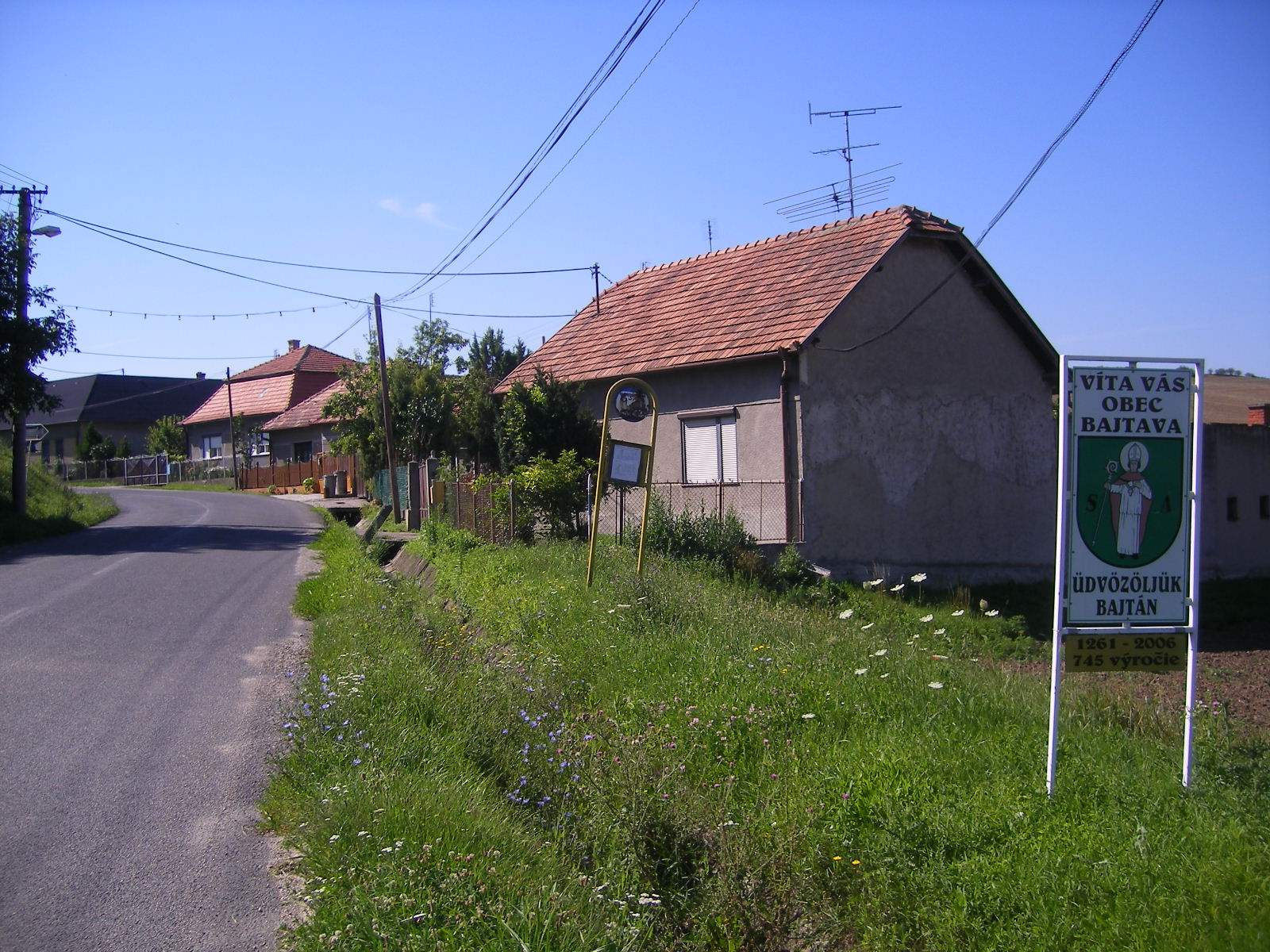
Címeres üdvözlőtábla
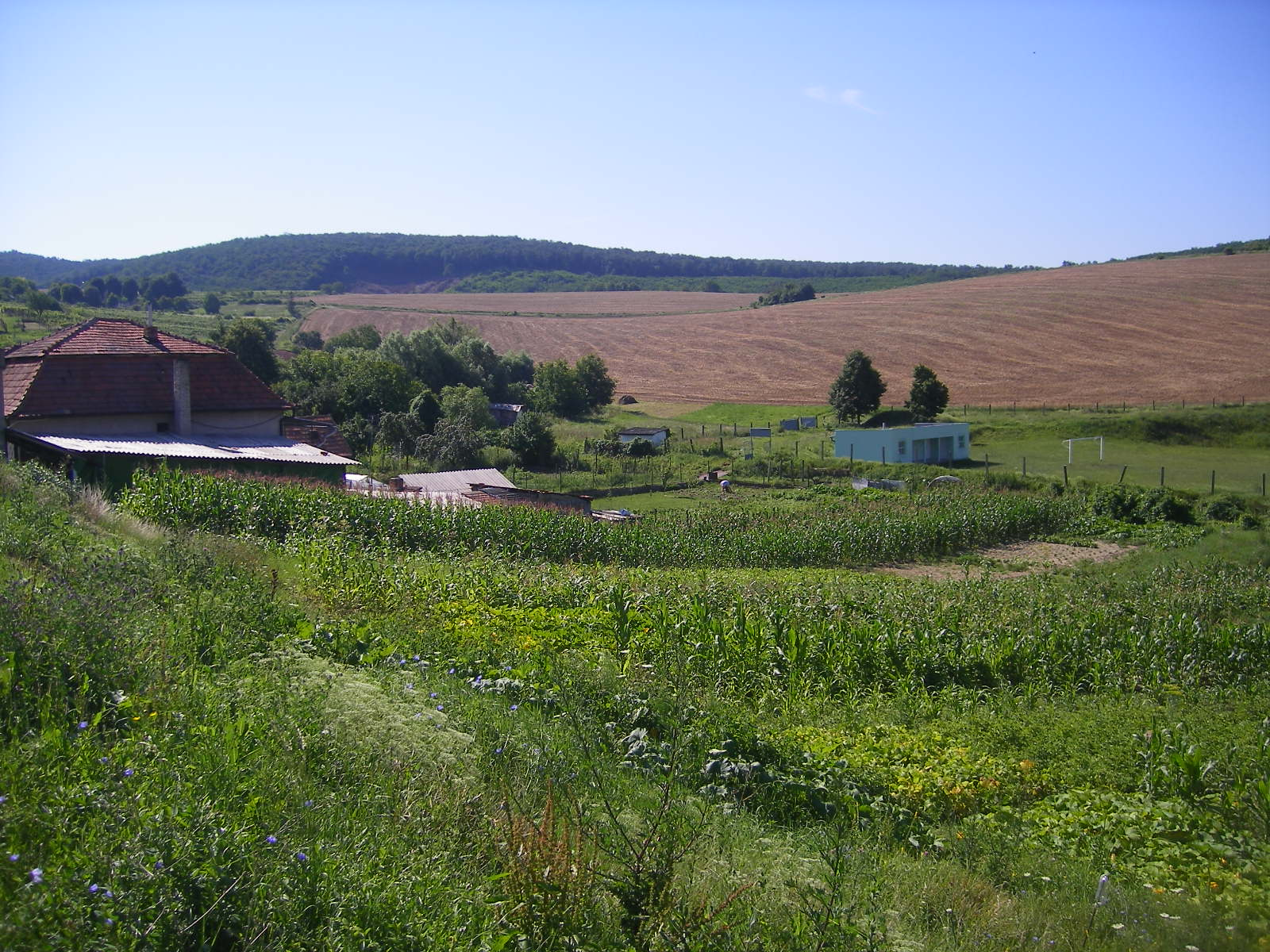
Bajtai látkép, háttérben a Kovácspataki-dombok
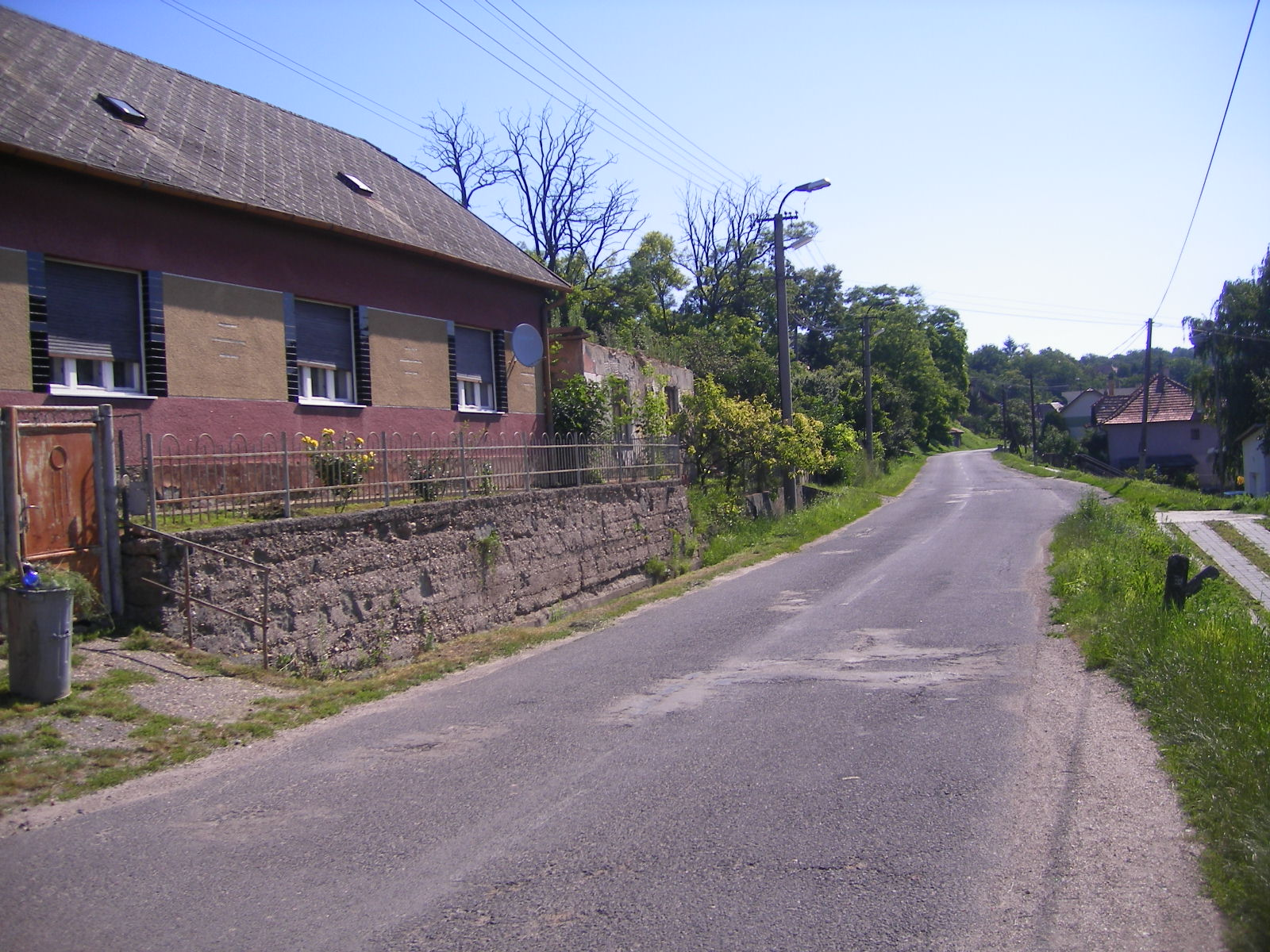
Bajtai utcakép
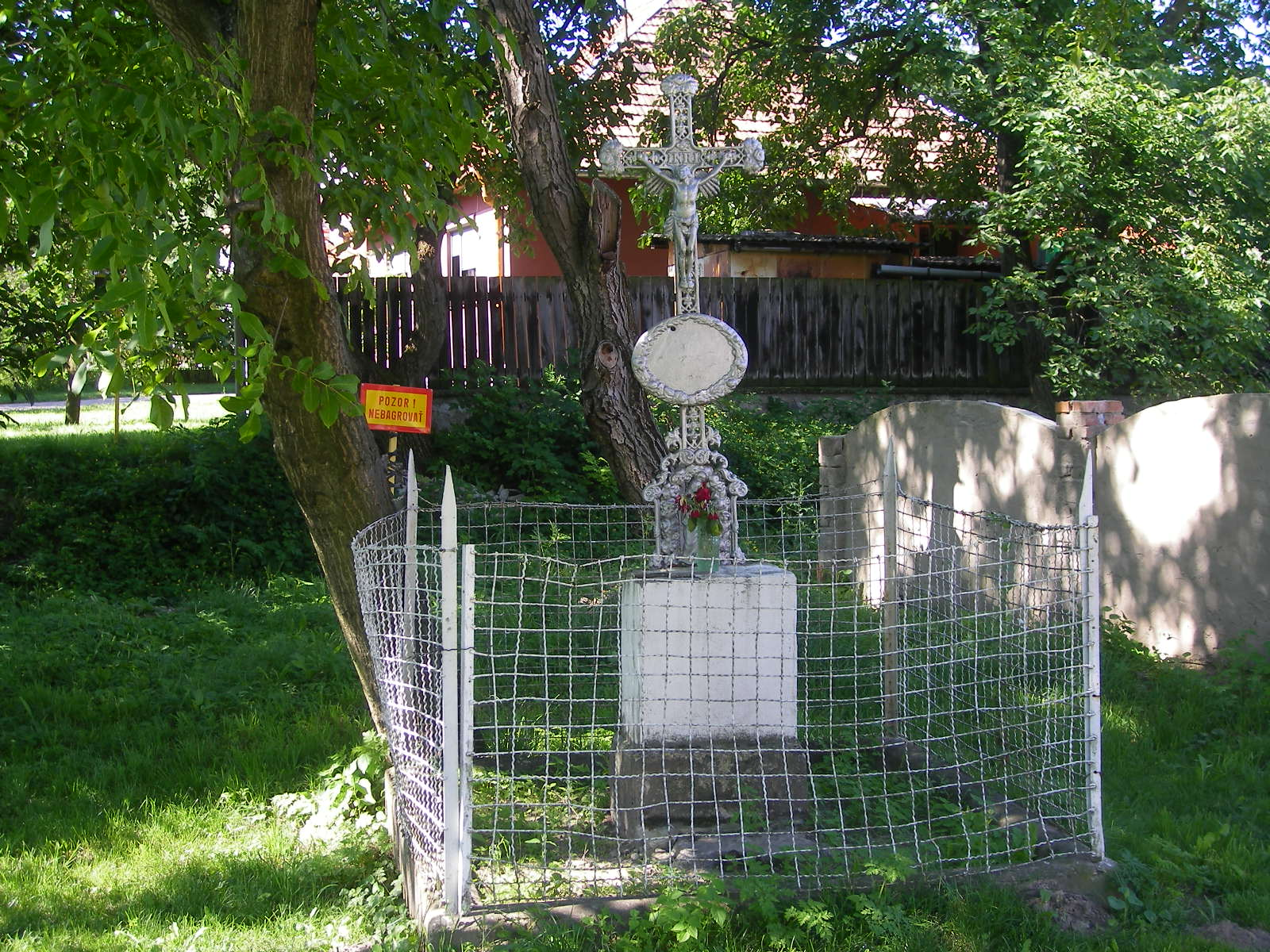
Feszület a faluközpontban
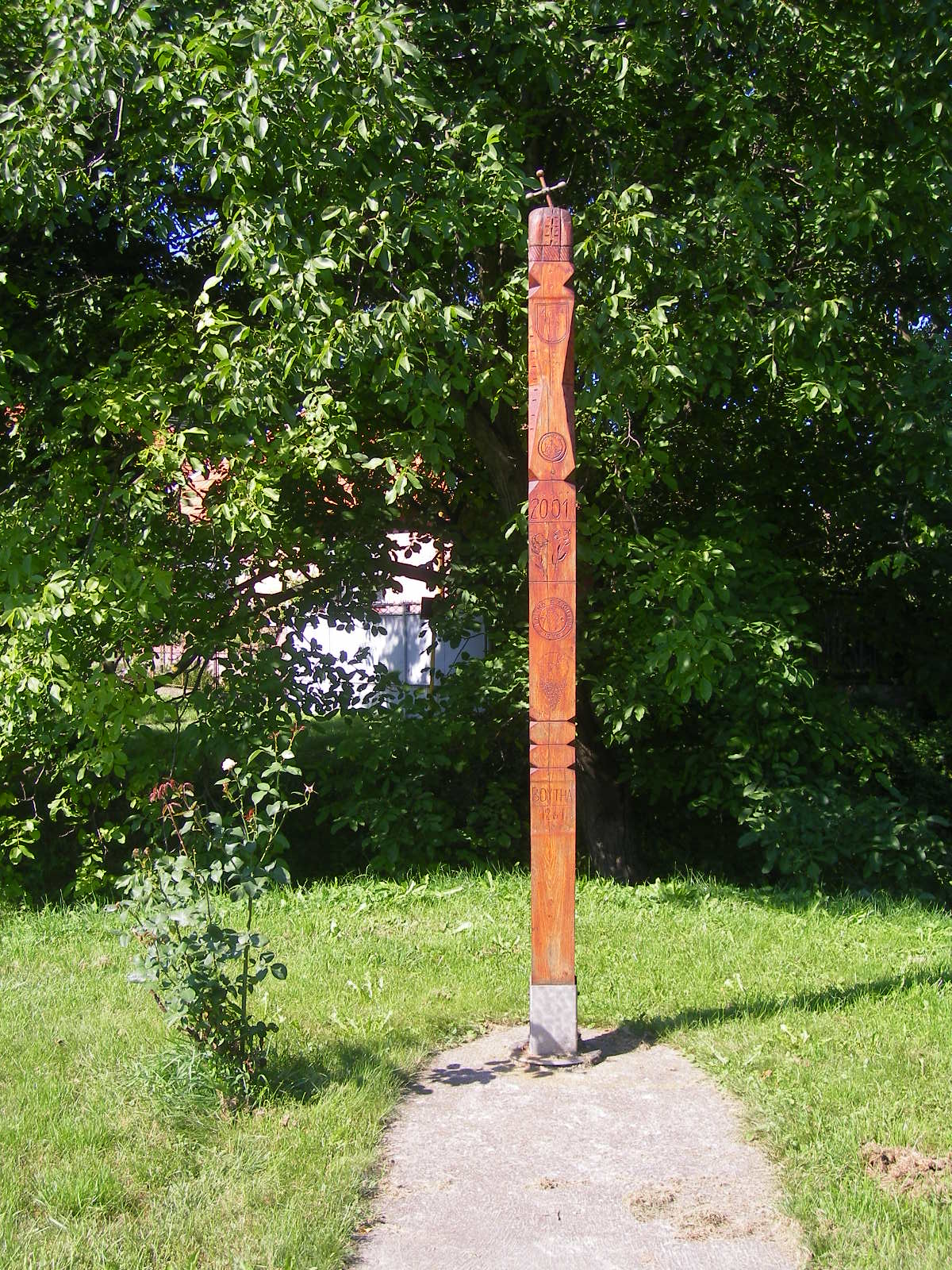
Kopjafa-emlékmű
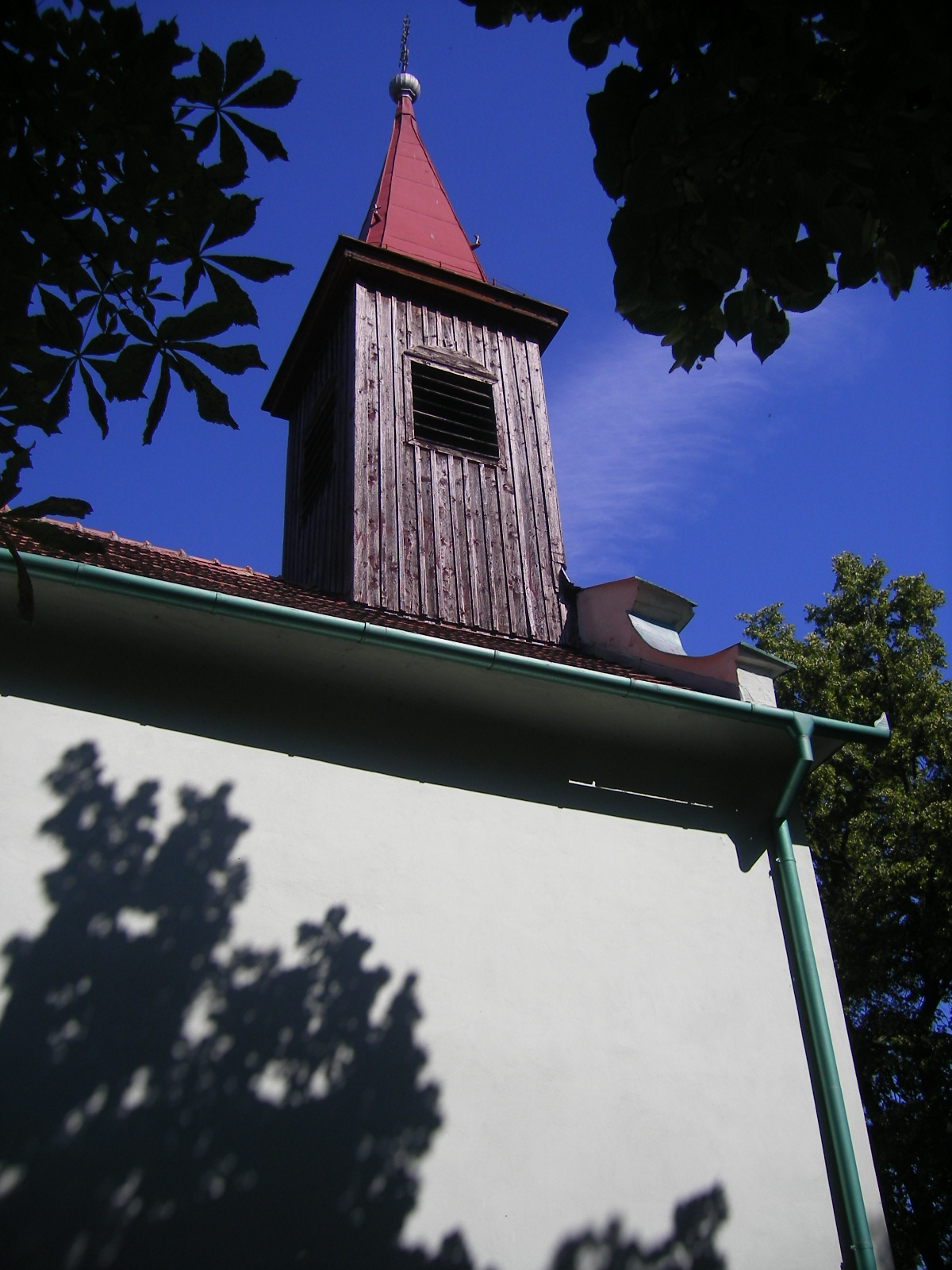
Katolikus templom
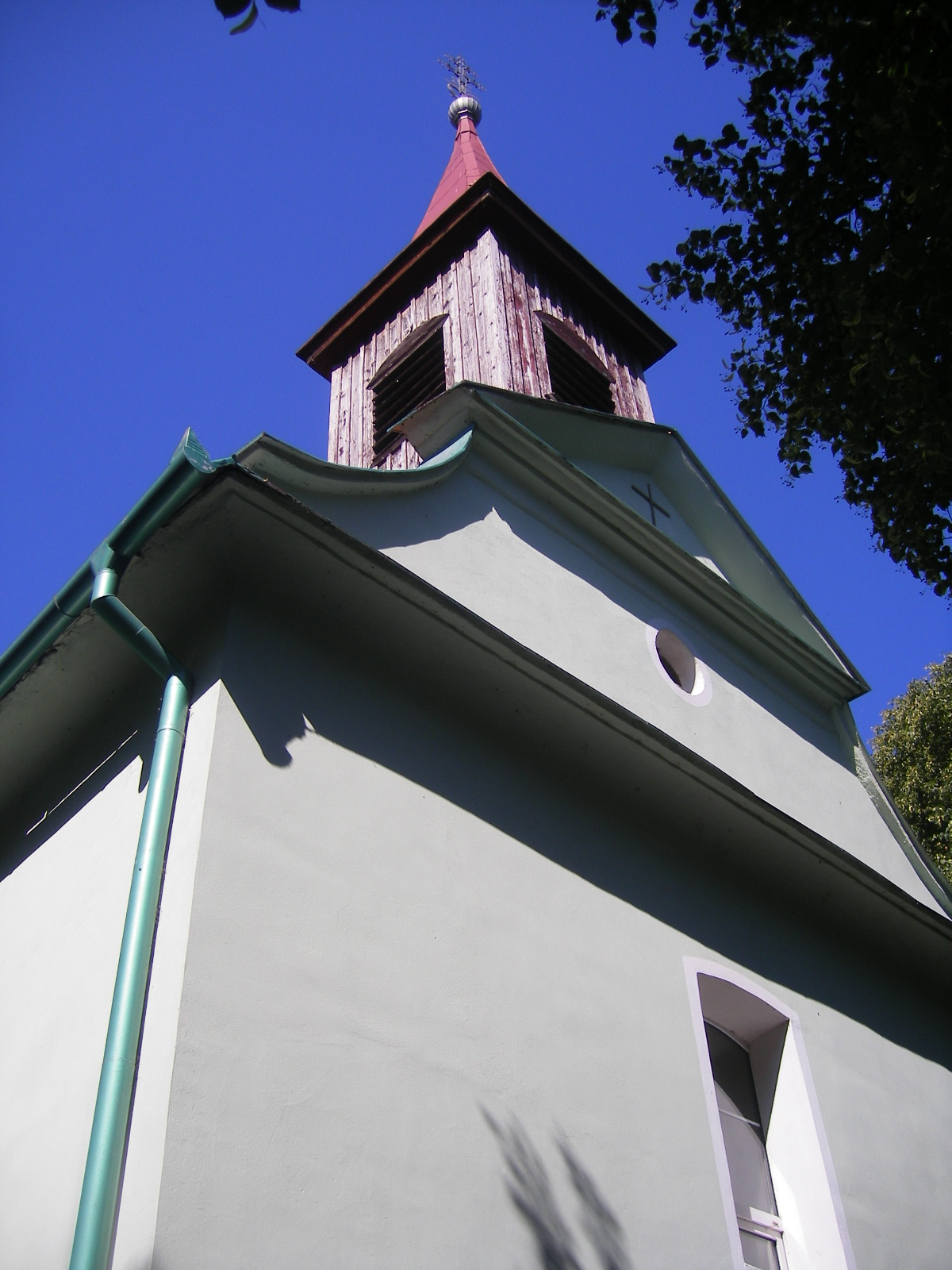
Katolikus templom
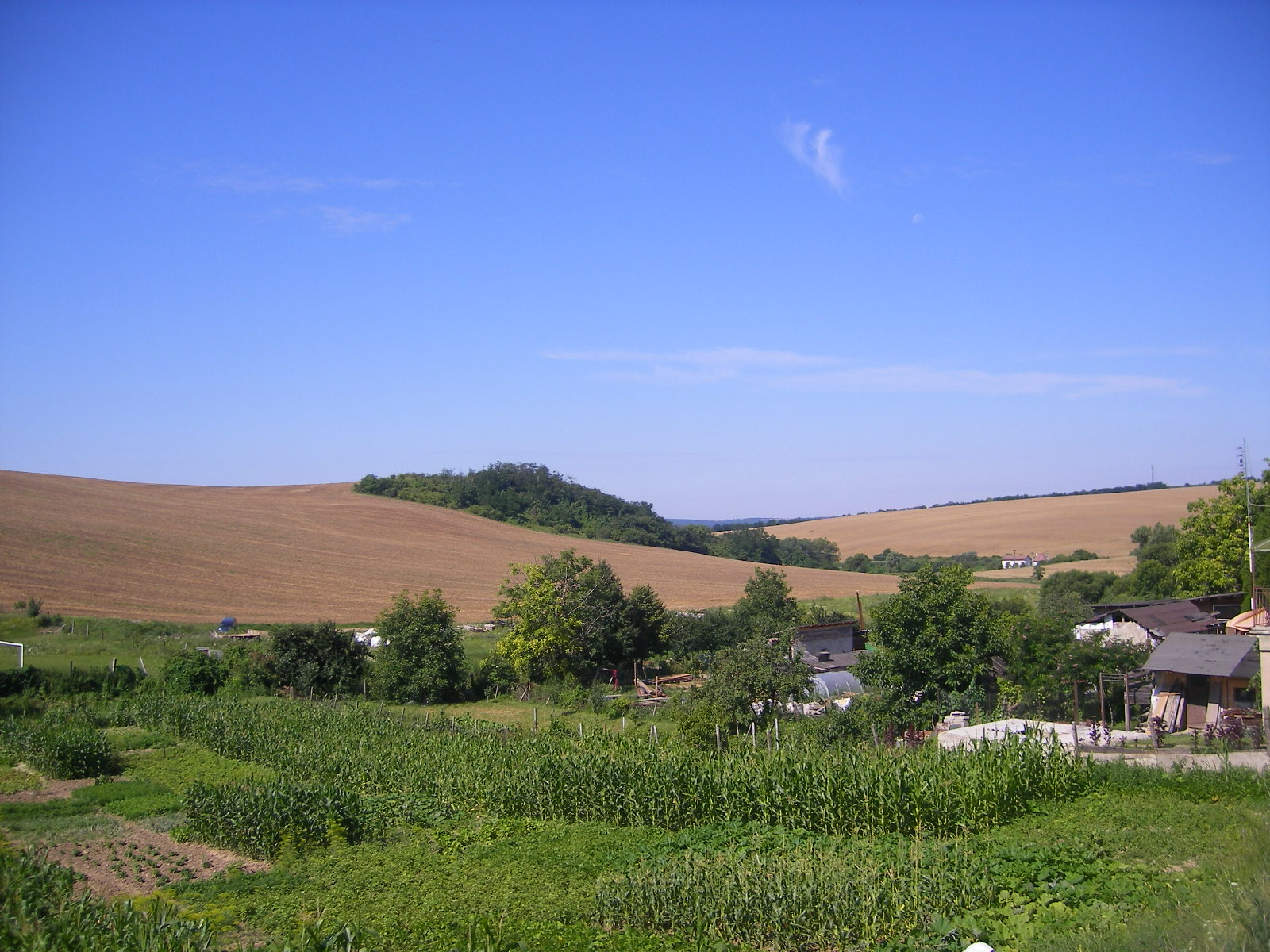
Bajtai látkép
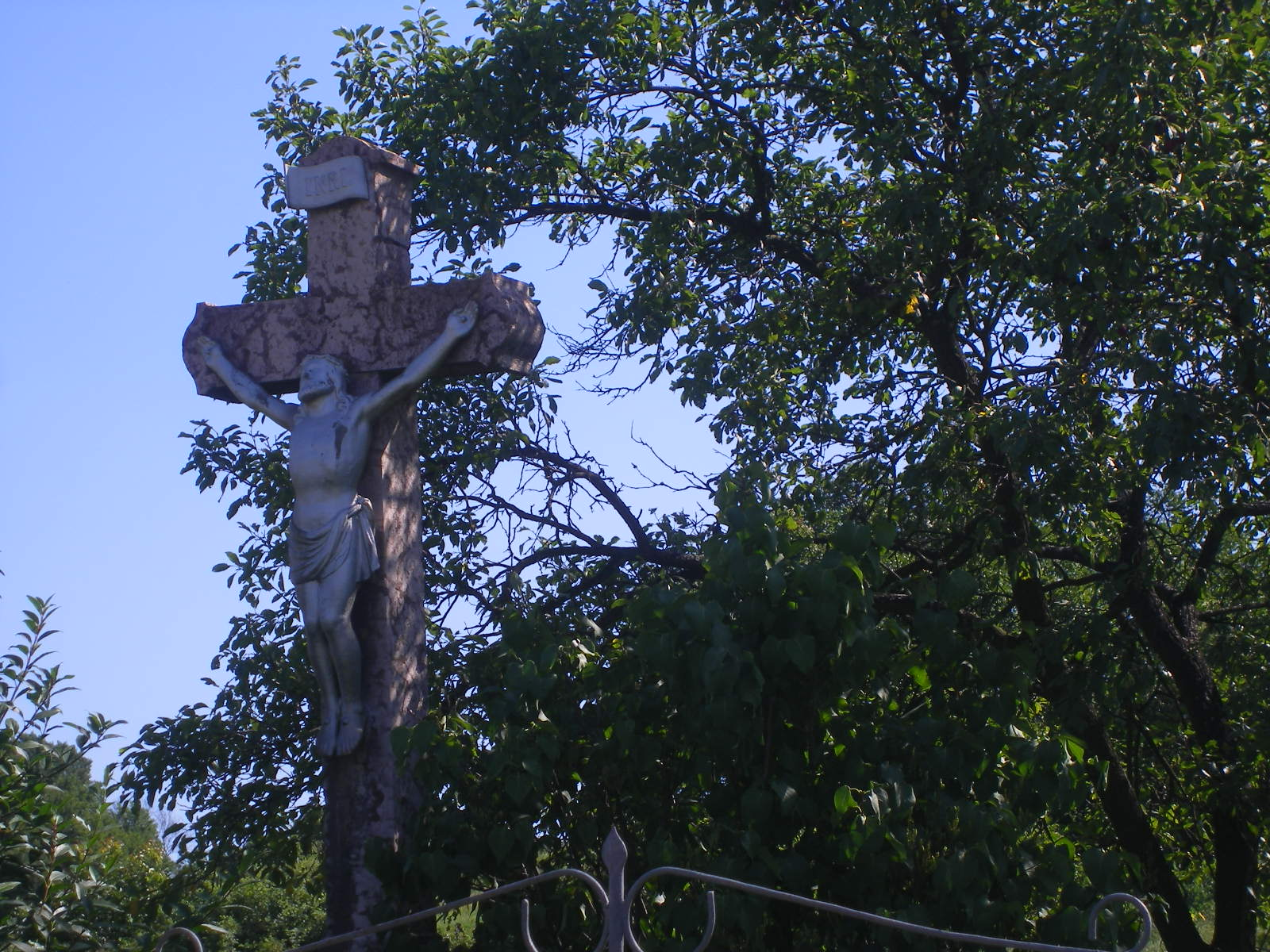
Feszület a párkányi út elágazásánál
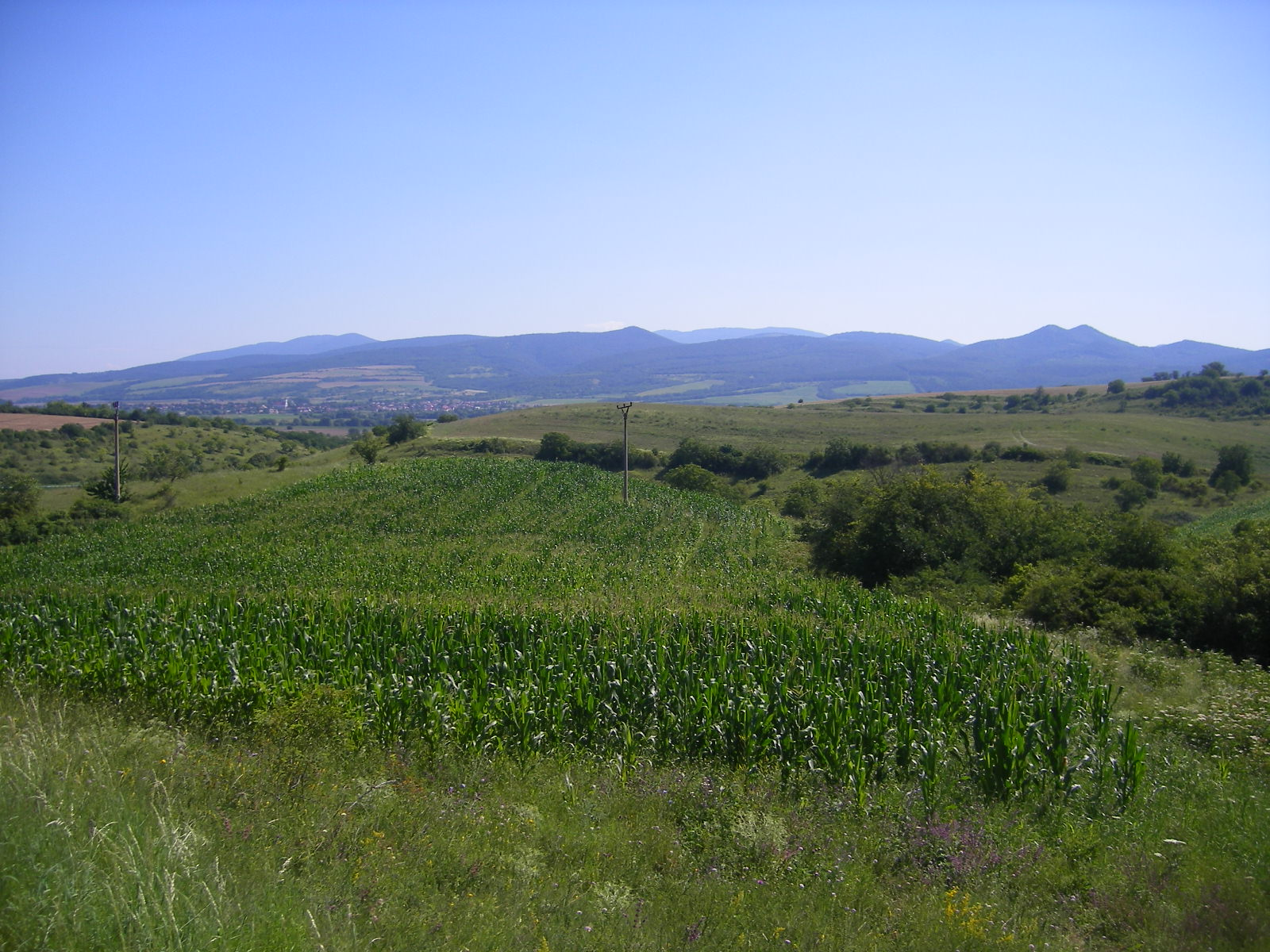
Bajta - kilátás kelet felé (háttérben Ipolyszalka és a Börzsöny)
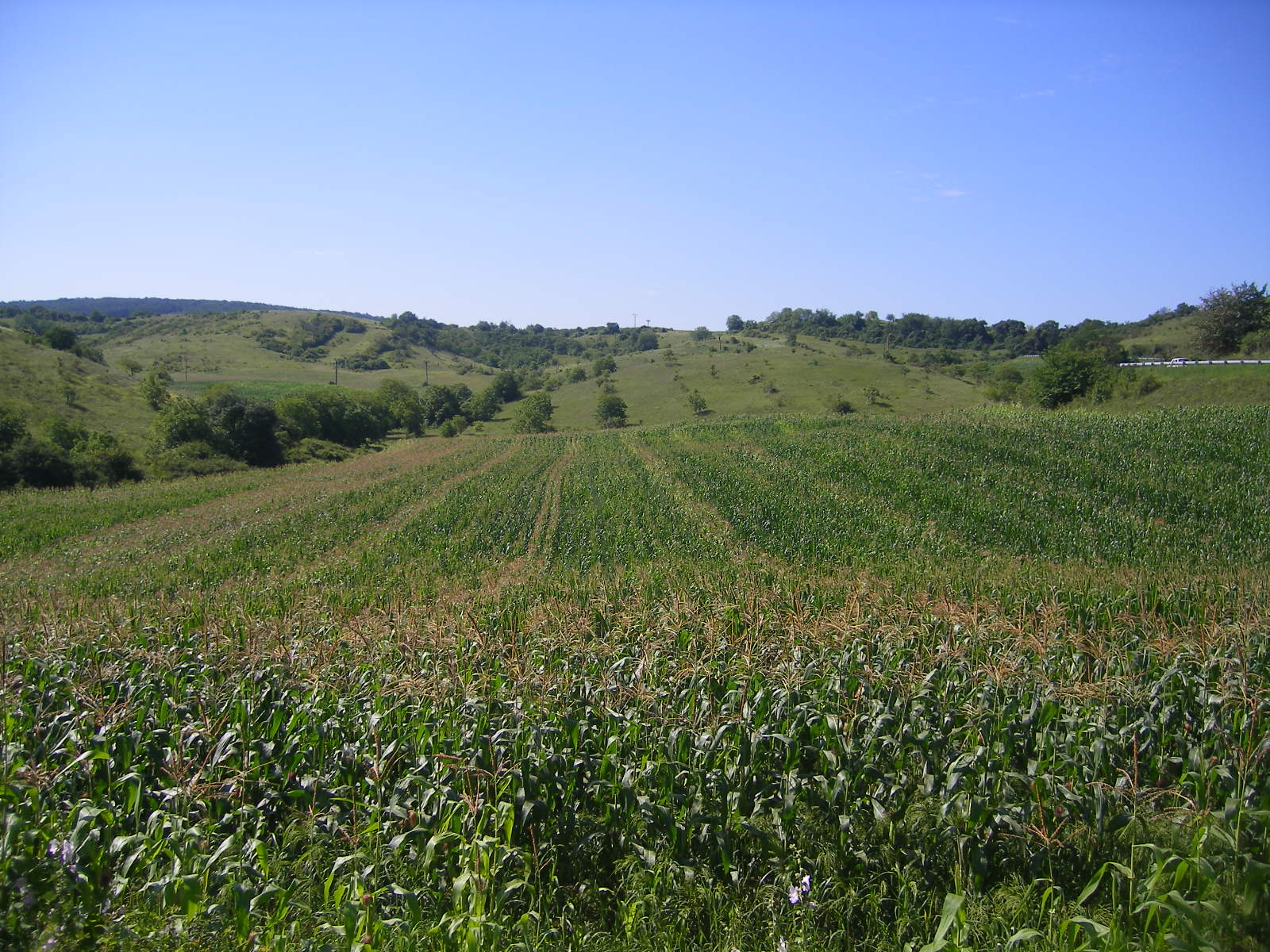
Tájkép a község északi részén